# 真福寺 (足立区)
真福寺（しんぷくじ）は東京都足立区梅田にある真言宗豊山派の寺院。

## 歴史
1673年、賢清が弥五郎新田の水戸街道沿い南側に創建。
千住五丁目安養院の歴代住職の隠居寺であったという。
1910年の荒川大洪水の後、1911年から荒川の改修工事がはじまる。
その後1915年の荒川放水路開削工事のため、真福寺は千住1丁目の飛び地に移転。
大正中期に現在地に移った。
1945年、戦災により本堂、庫裏焼失。その後、仮本堂と庫裏を建立。
本堂建設を計画中に、首都高速中央環状線建設のため収用され、墓地の大部分を失う。
この収用による墓地の整理に合わせ、現本堂を新築。
1982年4月、新本堂落成式を挙行。

## 境内
- 本堂―昭和57年に建設。本尊に仏師松下朋琳作の金剛界大日如来を据えている。[3][5]
- 墓地―墓地中央に鋳造された阿弥陀如来坐像が露座に据えている。[3]
- 門前―庚申塔2基、馬頭観音1基がある。[3]
- 墓碑―元禄4年の墓碑がある。[5]
- 無縁塔―天保14年のものがある。[5]

## 文化財
- 大日如来坐像[6]
- 如意輪観音菩薩坐像[6]
- 十一面観音菩薩立像[6]
- 清涼緑衣観音立像[6]
- 弘法大師坐像[6]
- 興教大師坐像[6]
- 地蔵菩薩立像[6]
- 不動明王坐像[6]
- 吉祥天立像[6]

## 年中行事
- 7月13日～15日　盂蘭盆会法要[7]
- 7月21日　施餓鬼法要[7]
- 12月31日　越年護摩[7]

## 交通アクセス
- 鉄道

東武伊勢崎線（東武スカイツリーライン）五反野駅下車、徒歩12分（経路案内）
- バス

北千住駅より都バスにて千住車庫停留所下車

東武バスにて高砂町停留所下車